# 府能バイパス
| 国道438号標識 | 国道439号標識 |

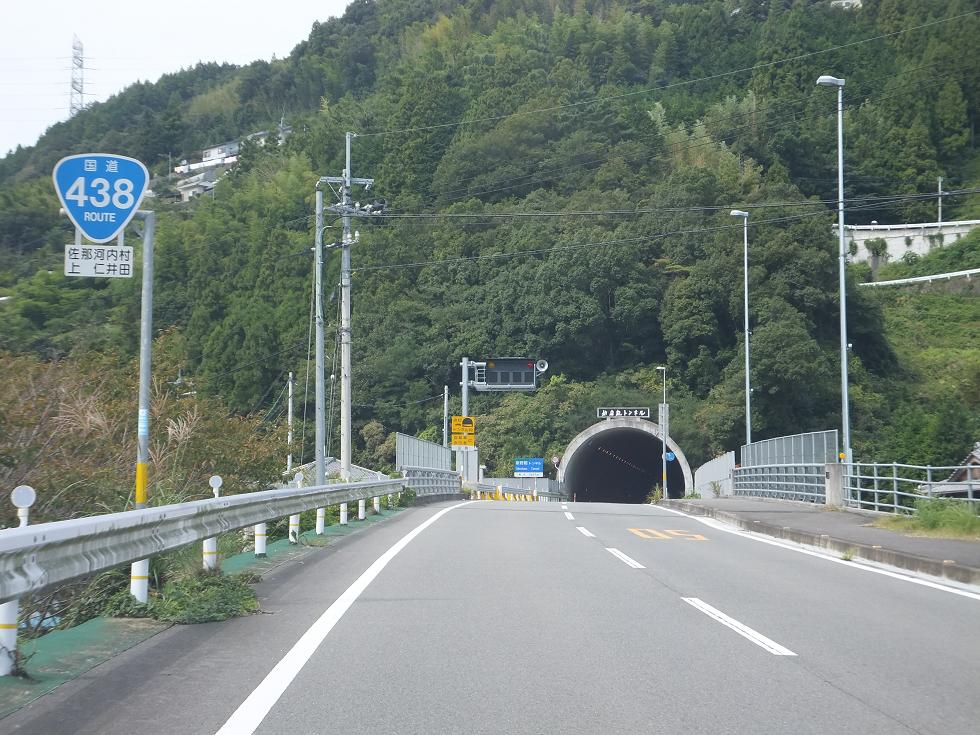
佐那河内村上仁井田

府能バイパス（ふのうバイパス）は、徳島県名東郡佐那河内村上から徳島県名西郡神山町鬼籠野に至る、一般国道国道438号（国道439号重複）のバイパスである。

## 概要
この道路の整備により府能隧道を含む府能峠の狭隘区間（酷道）が解消され、徳島市方面から神山町への所要時間が約13分短縮されアクセスが容易となった。また、佐那河内村内の仁井田西止まりであった徳島バスの路線が神山町内まで延長され、隣接町村間のバスでの行き来が可能になった。

### 路線データ
- 起点：徳島県名東郡佐那河内村上
- 終点：徳島県名西郡神山町鬼籠野
- 延長：約5km

## 歴史
- 2007年（平成19年）12月26日 - 一般供用開始[1]。

## 当該道路の位置関係
- （徳島市街） - 上八万バイパス - 佐那河内村 - 府能バイパス - 神山町 - （美馬市木屋平方面）

## トンネル
- 新府能トンネル